# Gebundener Tag
Ein gebundener Tag war in der Rechtsgeschichte ein Tag, an dem es verboten war, gewisse rechtlich bedeutende Handlungen zu vollziehen.

## Geschichte
Die Regelung der gebundenen Tage begann mit den Gottesfrieden, die es verboten, an bestimmten Tagen Waffen zu nutzen oder (damals noch erlaubte) Fehdehandlungen zu vollziehen. Analoge Regelungen finden sich dann in den späteren Landfrieden. Der Begriff des gebundenen Tages beginnt jedoch erst im 13. Jahrhundert aufzutauchen. Dazu gehörten beispielsweise die hohen Feiertage (Ostern, Pfingsten, Mariä Aufnahme in den Himmel, Allerheiligen und Weihnachten), Samstage und Sonntage, manchmal auch weitere Wochentage. Auch einige längere Zeitabschnitte wurden analog zu den Tagen als „gebundene Zeiten“ bezeichnet, so wie die Karwoche, die Fastenzeit und die Adventszeit. Insgesamt variierten die Gebundenen Tage je nach Region und auch im Laufe der Zeit. In den Bilderhandschriften des Sachsenspiegels wird der gebundene Tag mit einem Kreuz in einem Kreis dargestellt.
Die gebundenen Tage hatten den Zweck, die Gesellschaft zu befrieden, was sich auch auf die Rechtspraxis ausweitete. Die Synode von 932 in Erfurt legte bspw. fest, dass an gewissen Tagen, wie bspw. in der Woche vor Weihnachten, keine Gerichtssitzungen einberufen werden sollen. Auch der Sachsenspiegel legte fest, dass an gebundenen Tagen kein Gericht gehalten werden sollte mit Ausnahme des Lehnsgericht des Königs, das wiederum jedoch nicht in Kirchen oder auf Friedhöfen tagen durfte. Der Sachsenspiegel regelt unter anderem weiter, dass über ein gescholtenes Urteil nicht an einem gebundenen Tag entschieden werden durfte. An einem gebundenen Tag durfte eine Person festgenommen werden, die sich in der Acht befand, und wer den Frieden brach, konnte nicht auf den Schutz des Tages hoffen.